# Heliconiinae
De Heliconiinae of passiebloemvlinders en parelmoervlinders zijn een onderfamilie van vlinders van de familie van de Nymphalidae. De onderfamilie omvat zo'n 500 soorten. De groep werd ook wel als zelfstandige familie Heliconiidae beschouwd in de superfamilie Papilionoidea. Het typegeslacht van dit taxon is Heliconius. De indeling in tribus en geslachten in dit artikel volgt die van de Nymphalidae Systematics Group.

## Verspreiding en leefgebied
Passiebloemvlinders komen vooral voor in Midden- en Zuid-Amerika. De parelmoervlinders hebben een wereldwijde verspreiding en komen ook in Europa voor.

## Kenmerken
In het Engels worden zij ook wel longwings (langvleugelvlinders) genoemd, omdat hun vleugelspanwijdte vrij groot is ten opzichte van de lengte van hun lichaam.

## Leefwijze
De rupsen van passiebloemvlinders leven op de bladeren van verschillende soorten passiebloemen en nemen daarbij het gif van deze planten in zich op. Ook de vlinders zijn daarom nog steeds giftig.

## Europese vertegenwoordigers
De Europese vertegenwoordigers van deze onderfamilie zijn de parelmoervlinders uit de geslachtengroep Argynnini.
- Argynnis
- Boloria
- Brenthis
- Issoria

### Argynnini, 1833

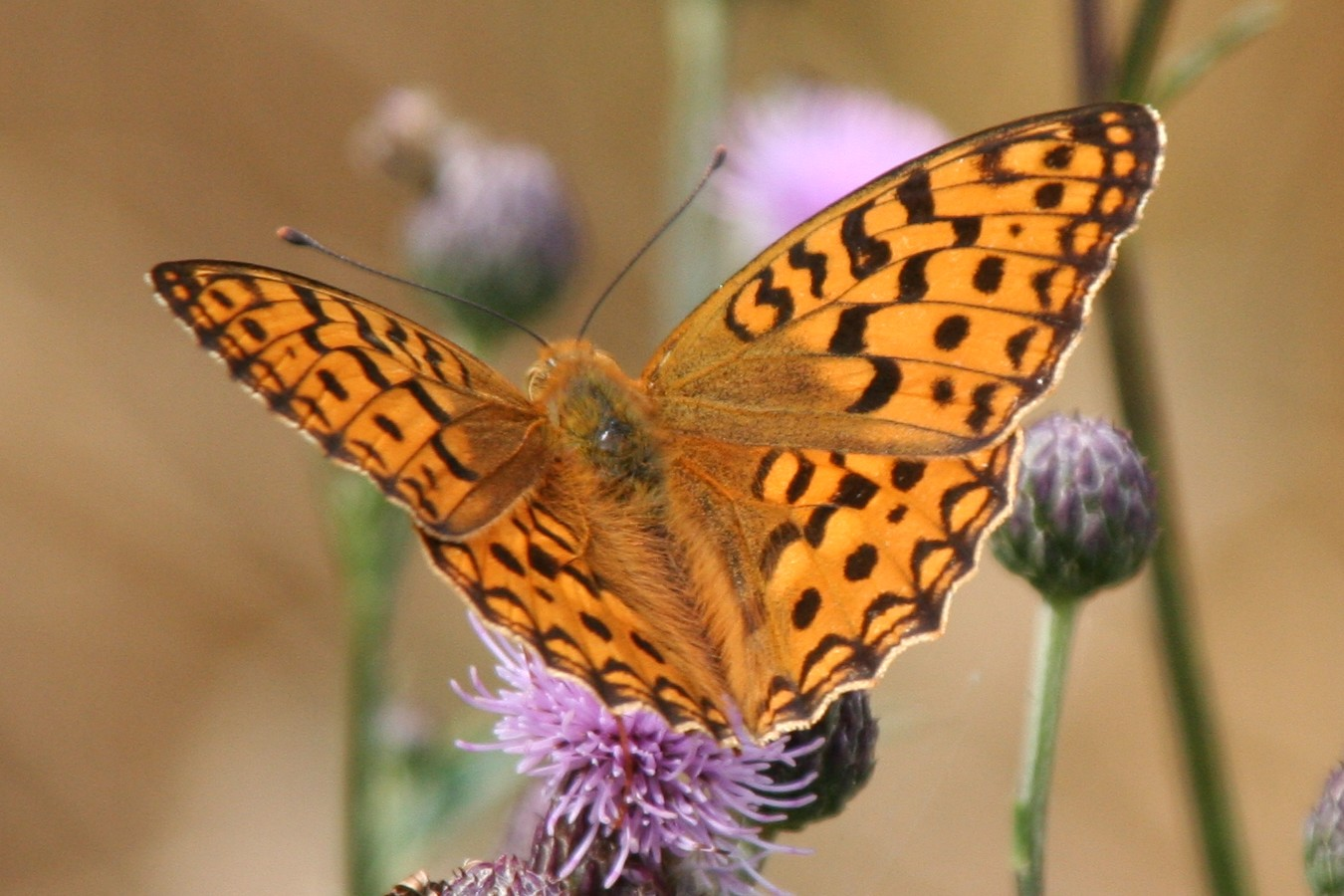
Argynnis adippe Bosrandparelmoervlinder
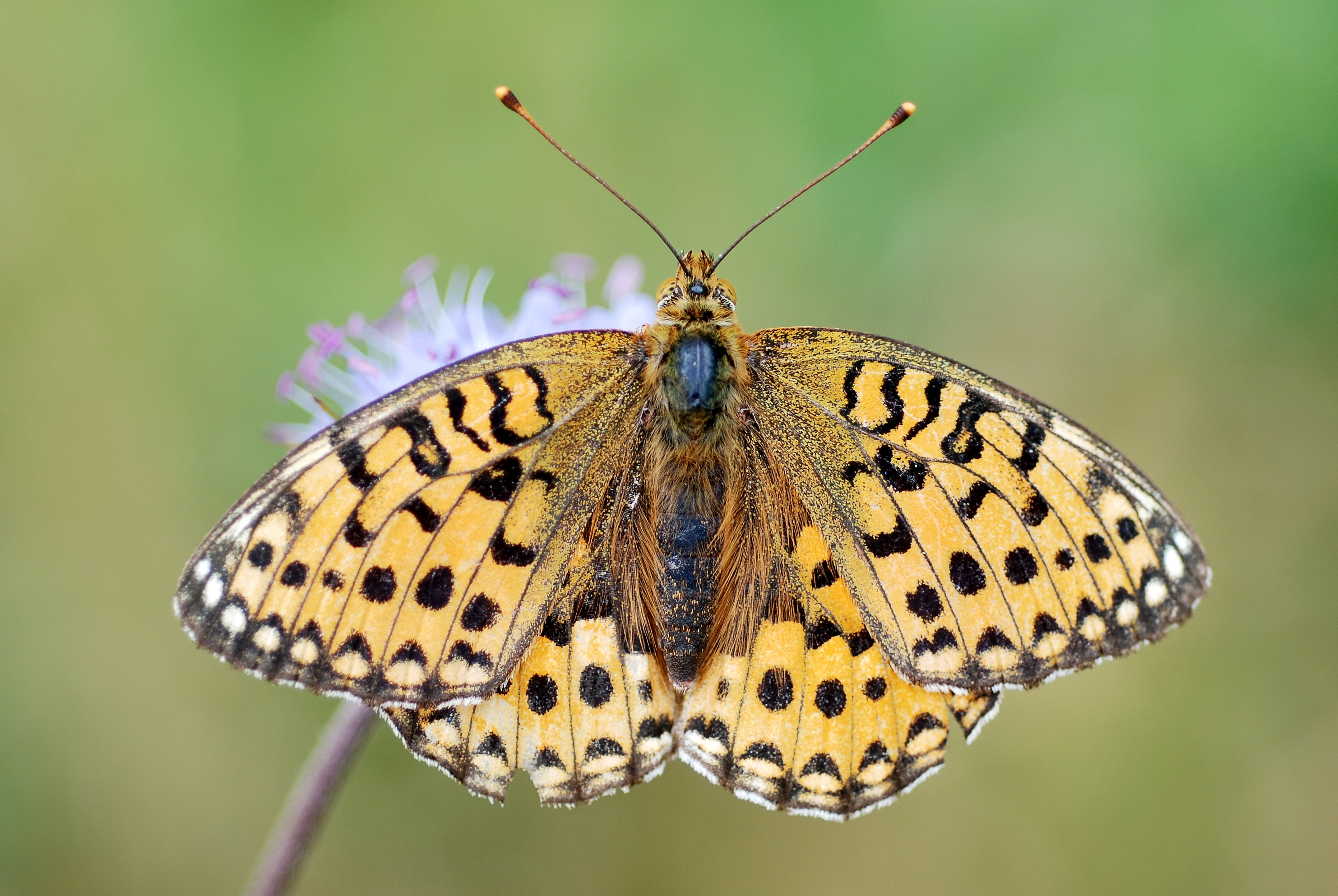
Argynnis aglaja Grote parelmoervlinder
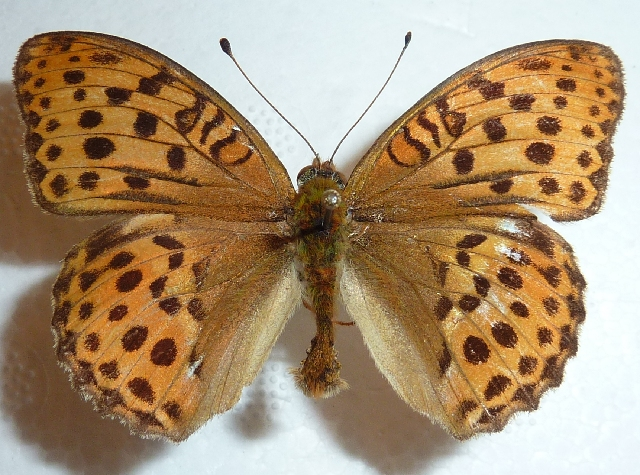
Argynnis laodice Tsarenmantel
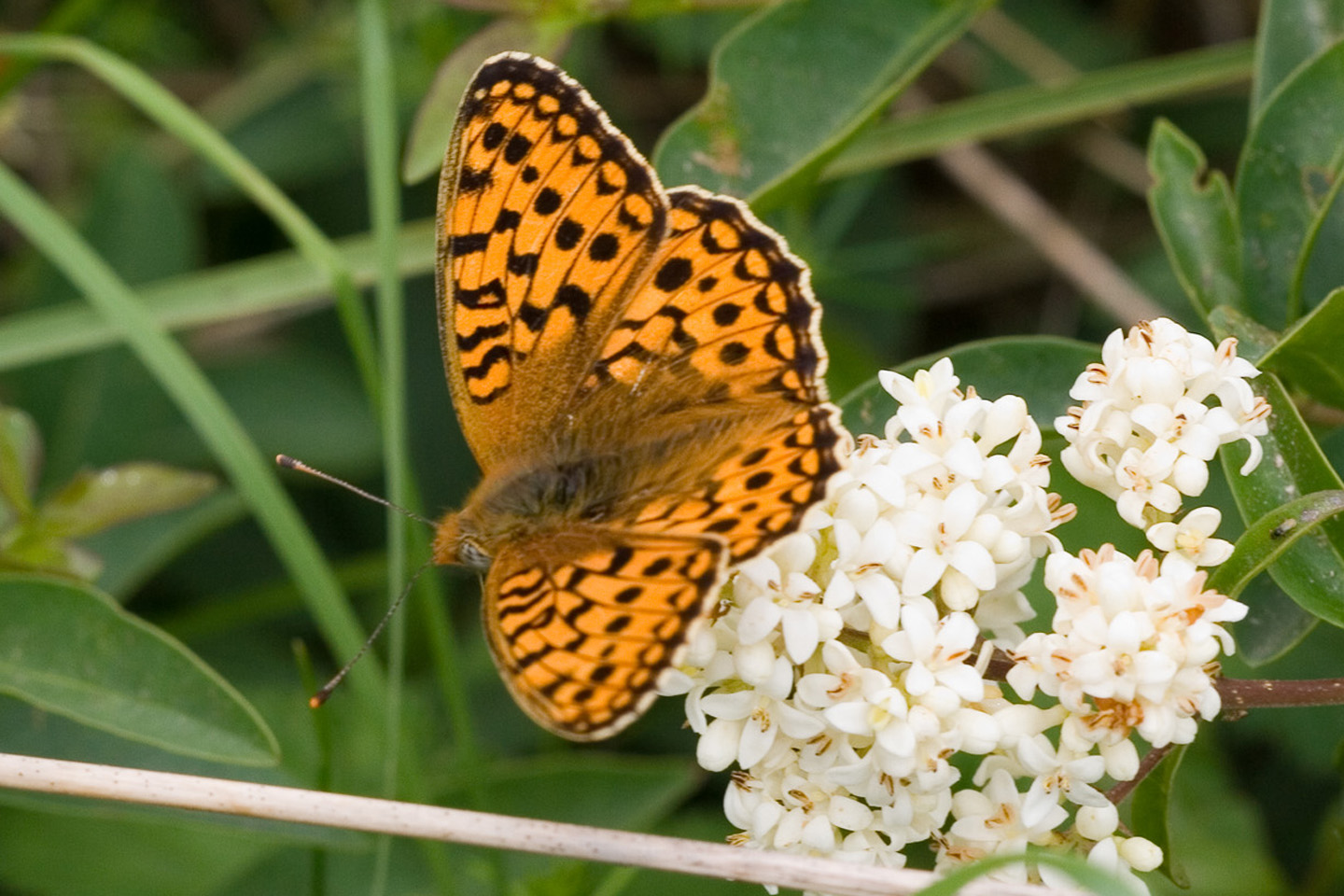
Argynnis niobe Duinparelmoervlinder
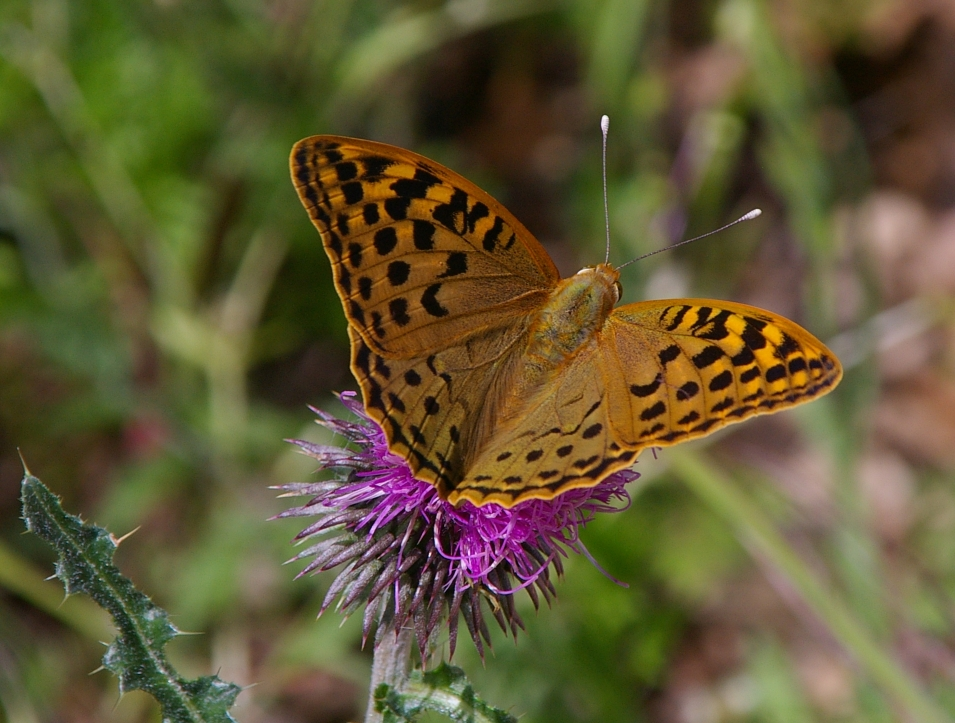
Argynnis pandora Kardinaalsmantel
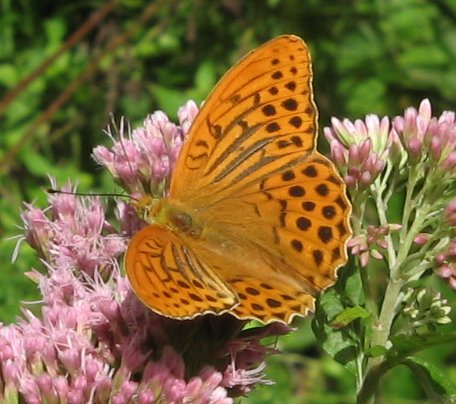
Argynnis paphia Keizersmantel
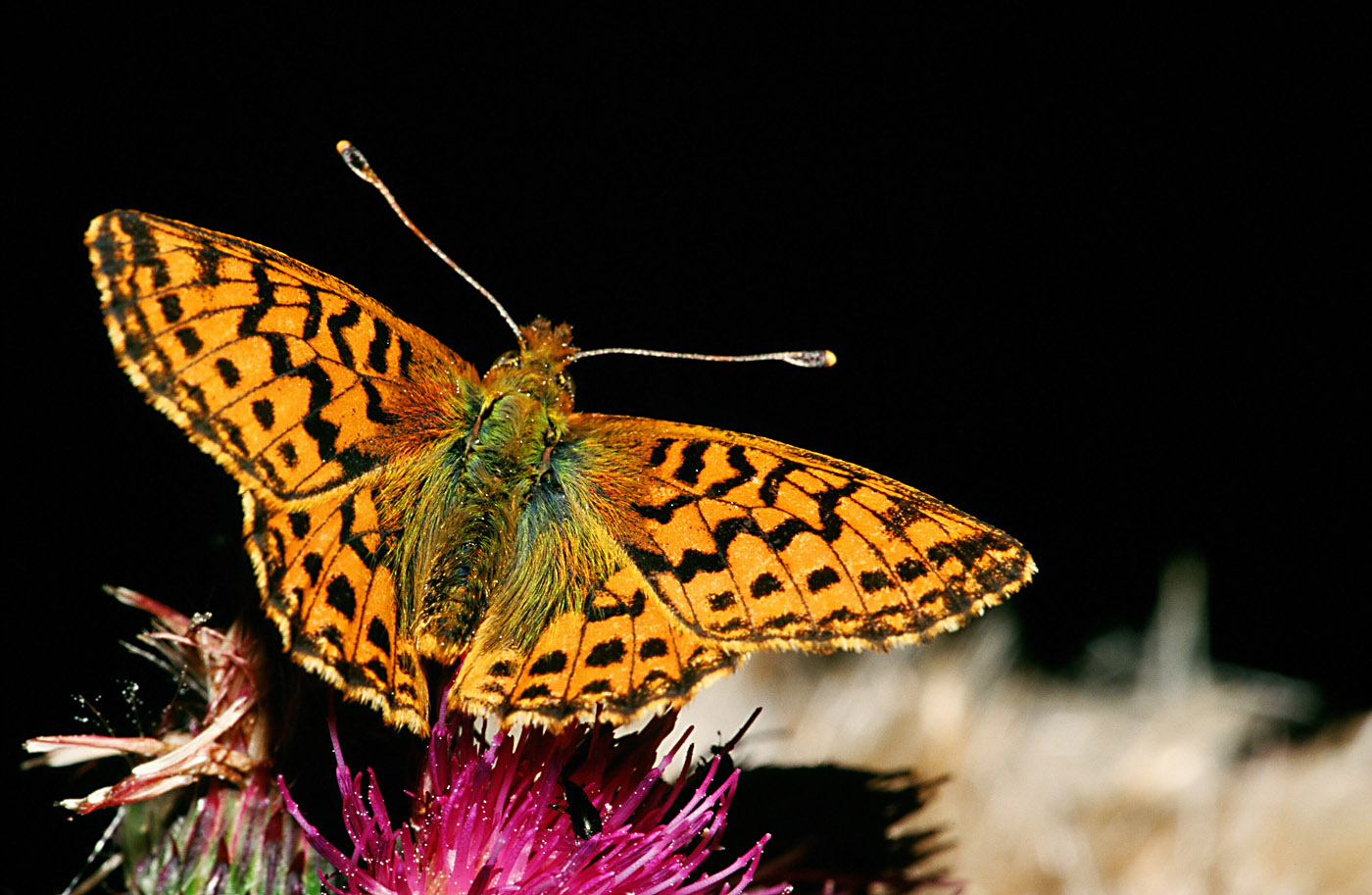
Boloria aquilonaris Veenbesparelmoervlinder
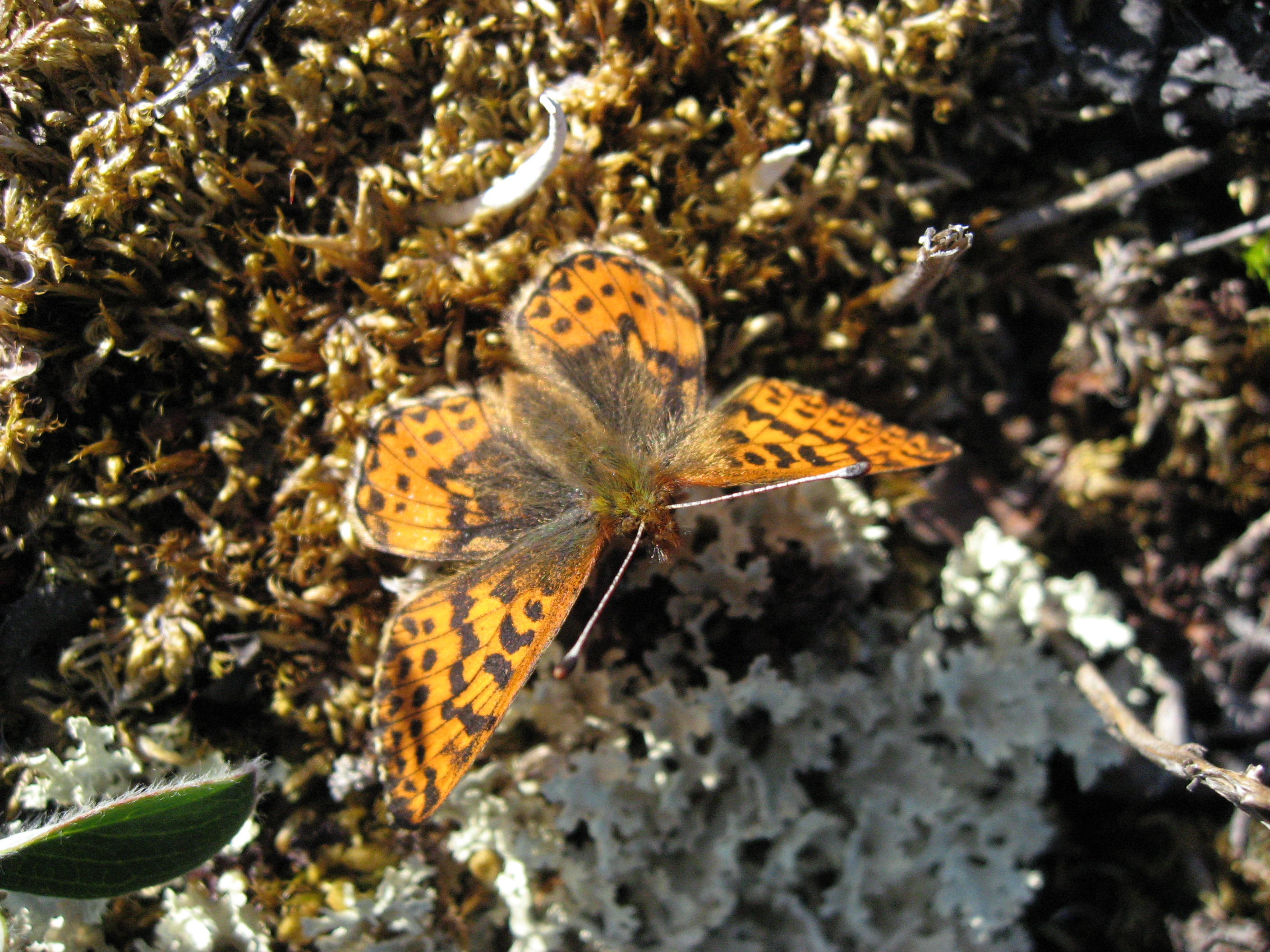
Boloria chariclea Arctische parelmoervlinder
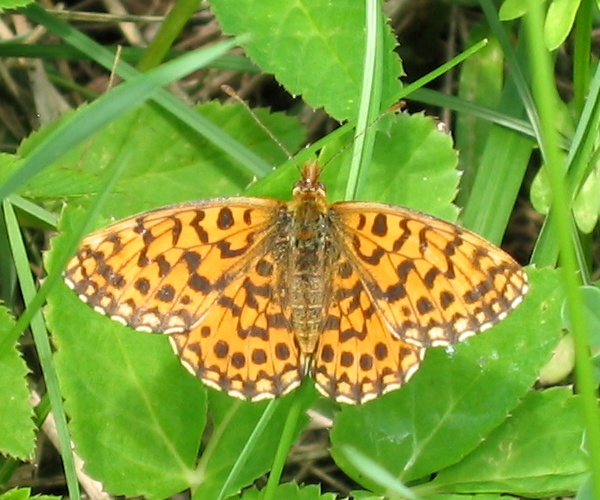
Boloria dia Paarse parelmoervlinder
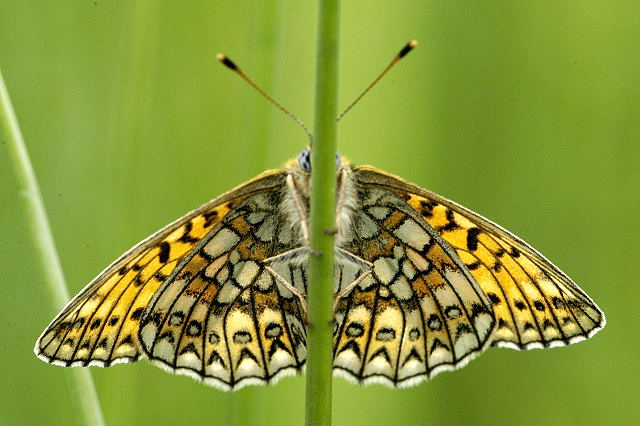
Boloria eunomia Ringoogparelmoervlinder
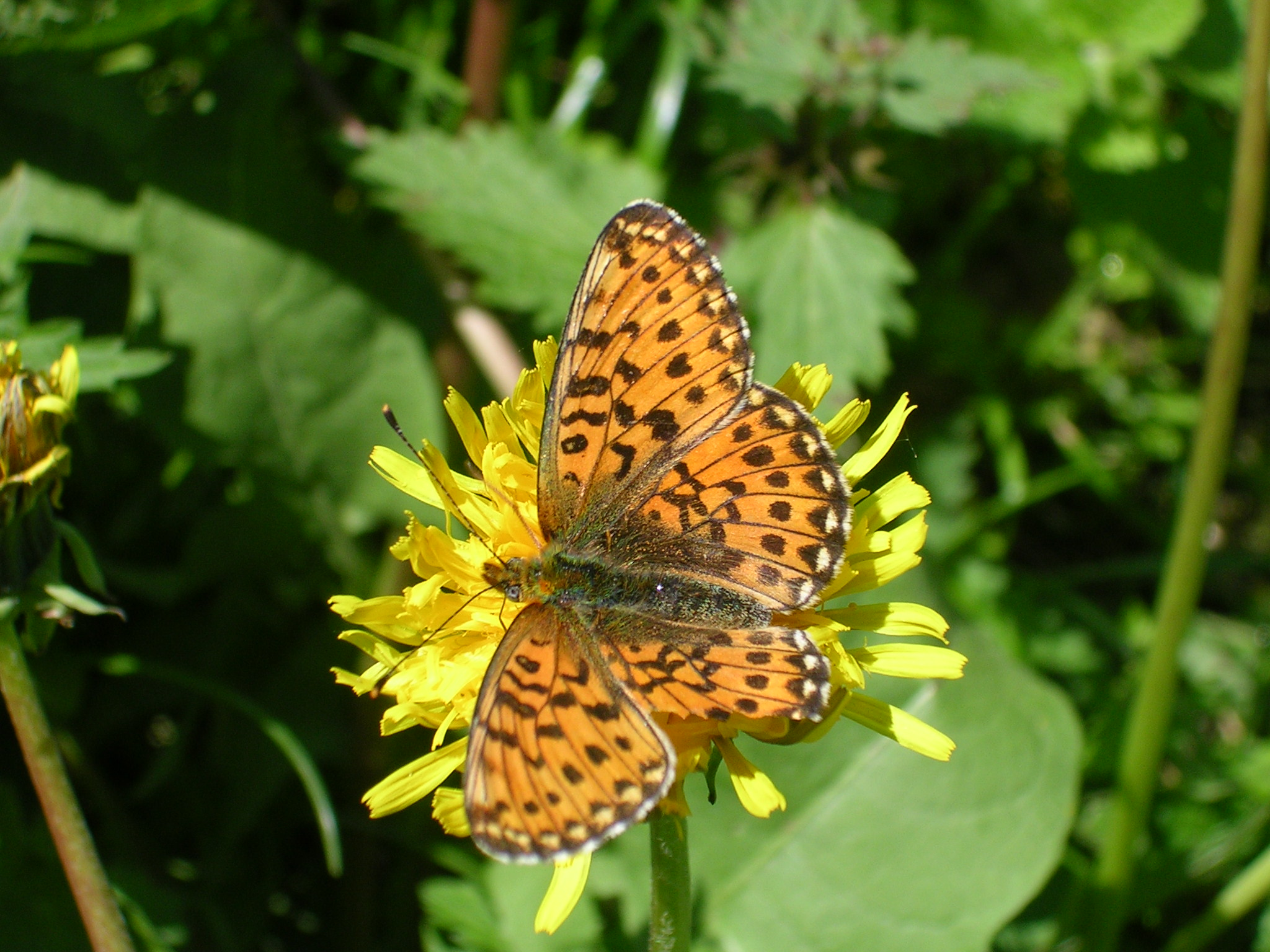
Boloria euphrosyne Zilvervlek
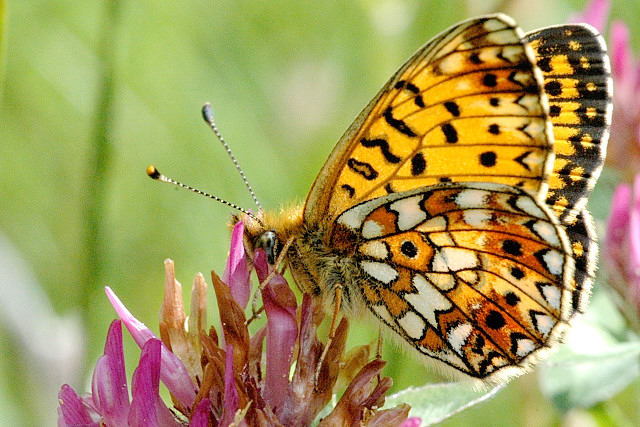
Boloria selene Zilveren maan
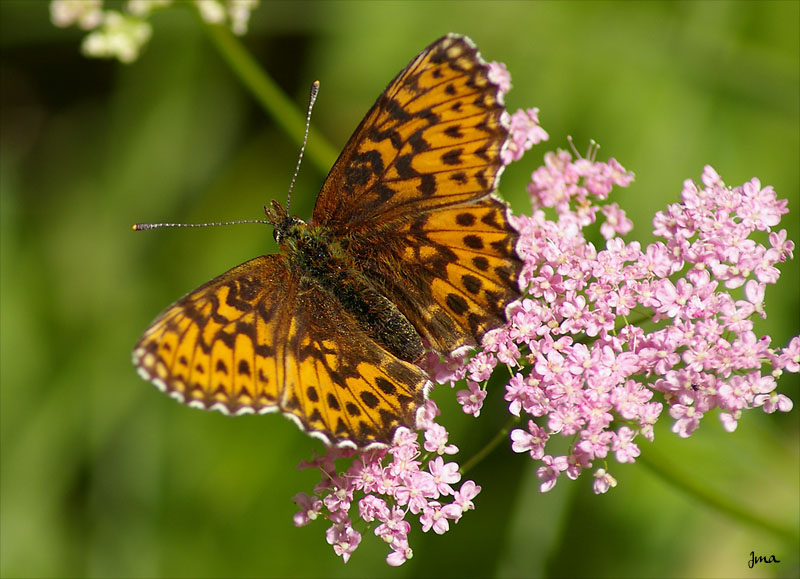
Boloria titania Titania's parelmoervlinder
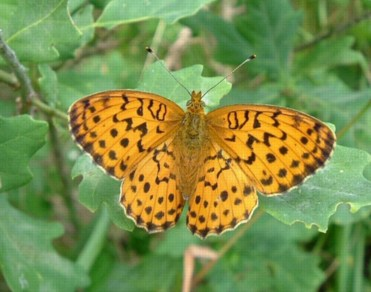
Brenthis daphne Braamparelmoervlinder
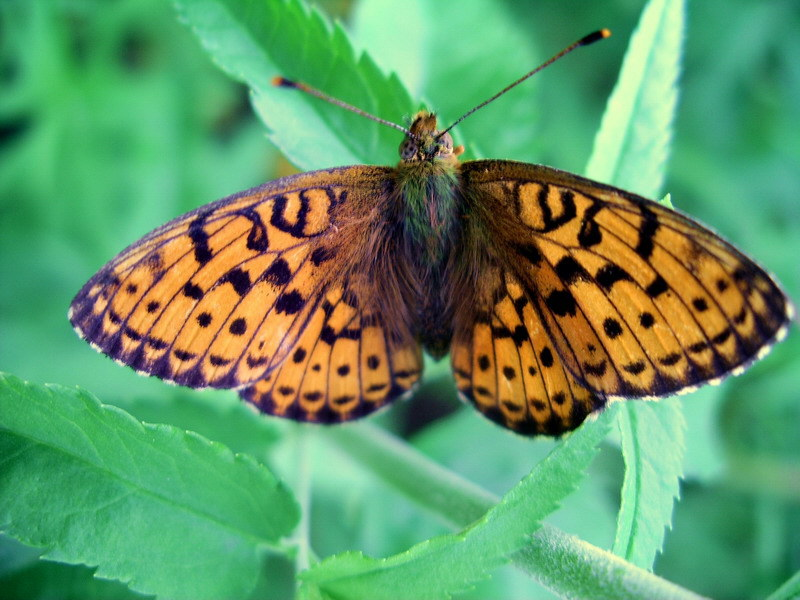
Brenthis ino Purperstreepparelmoervlinder
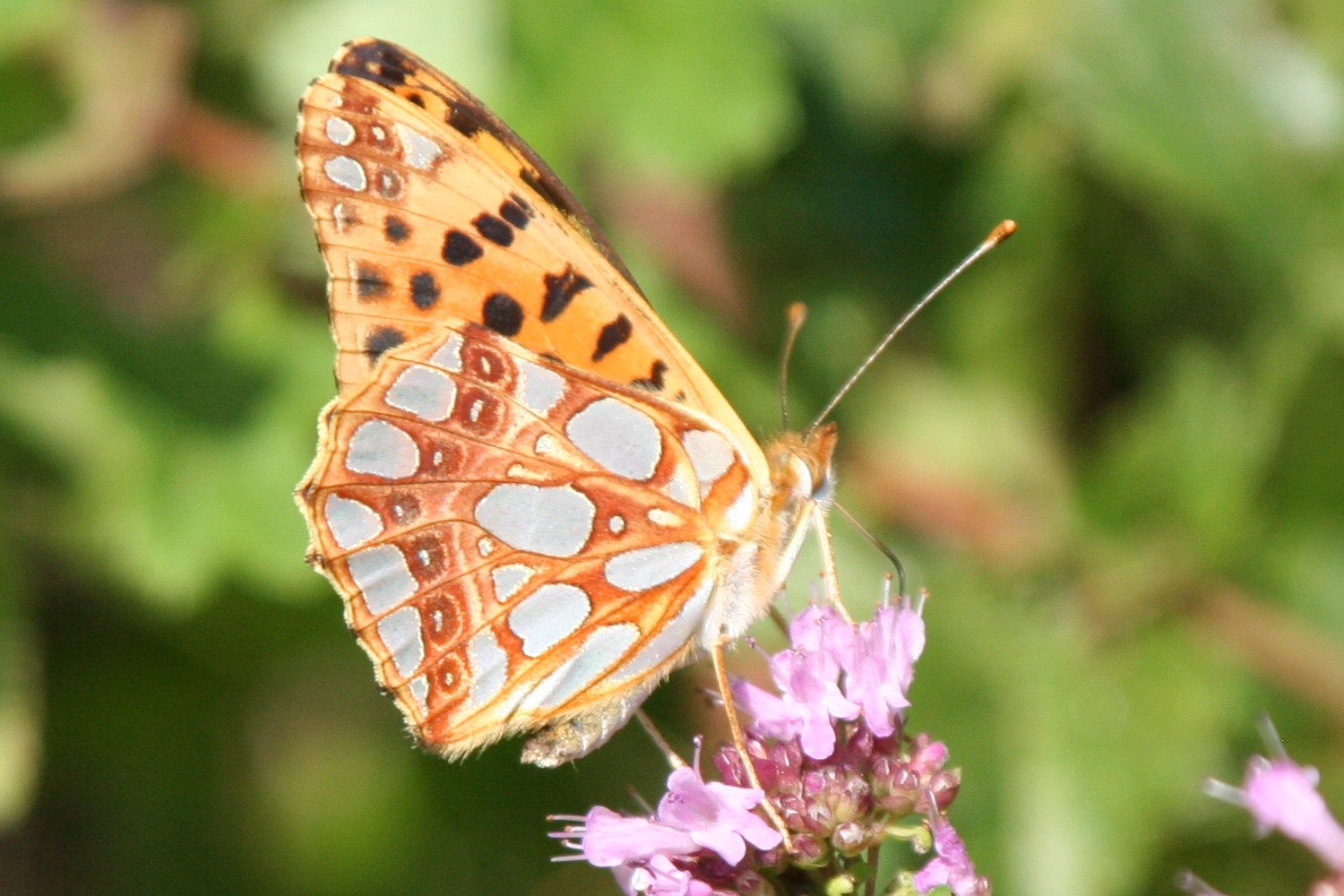
Issoria lathonia Kleine parelmoervlinder

## Geslachtengroepen en geslachten

### HeliconiiniSwainson,1822
- Heliconius Kluk, 1780
  - = Heliconius Latreille, 1804
  - = Migonitis Hübner, 1816
  - = Sunias Hübner, 1816
  - = Sicyonia Hübner, 1816 non Sicyonia Milne Edwards, 1830 (Decapoda)
  - = Ajantis Hübner, 1816
  - = Apostraphia Hübner, 1816
  - = Heliconia Godart, 1819
  - = Crenis Hübner, 1821
  - = Phlogris Hübner, 1825
  - = Blanchardia Buchecker, 1880 non Blanchardia Castelnau, 1875
  - = Neruda Turner, 1976
  - = Laparus Billberg, 1820
  - = Podalirius Gistel, 1848
- Agraulis Boisduval & Le Conte, 1835
- Dione Hübner, 1819
- Dryadula Michener, 1942
- Dryas Hübner, 1807
  - = Alcionea Rafinesque, 1815
  - = Colaenis Hübner, 1819
- Eueides Hübner, 1816
  - = Mechanitis Illiger, 1807
  - = Semelia Doubleday, 1845
  - = Evides Agassiz, 1846
  - = Semelia Erichson, 1849
  - = Semelia Boisduval, 1870
- Philaethria Billberg, 1820
  - = Metamandana Stichel, 1907
- Podotricha Michener, 1942

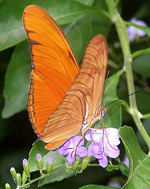
Dryas julia Oranje passiebloemvlinder
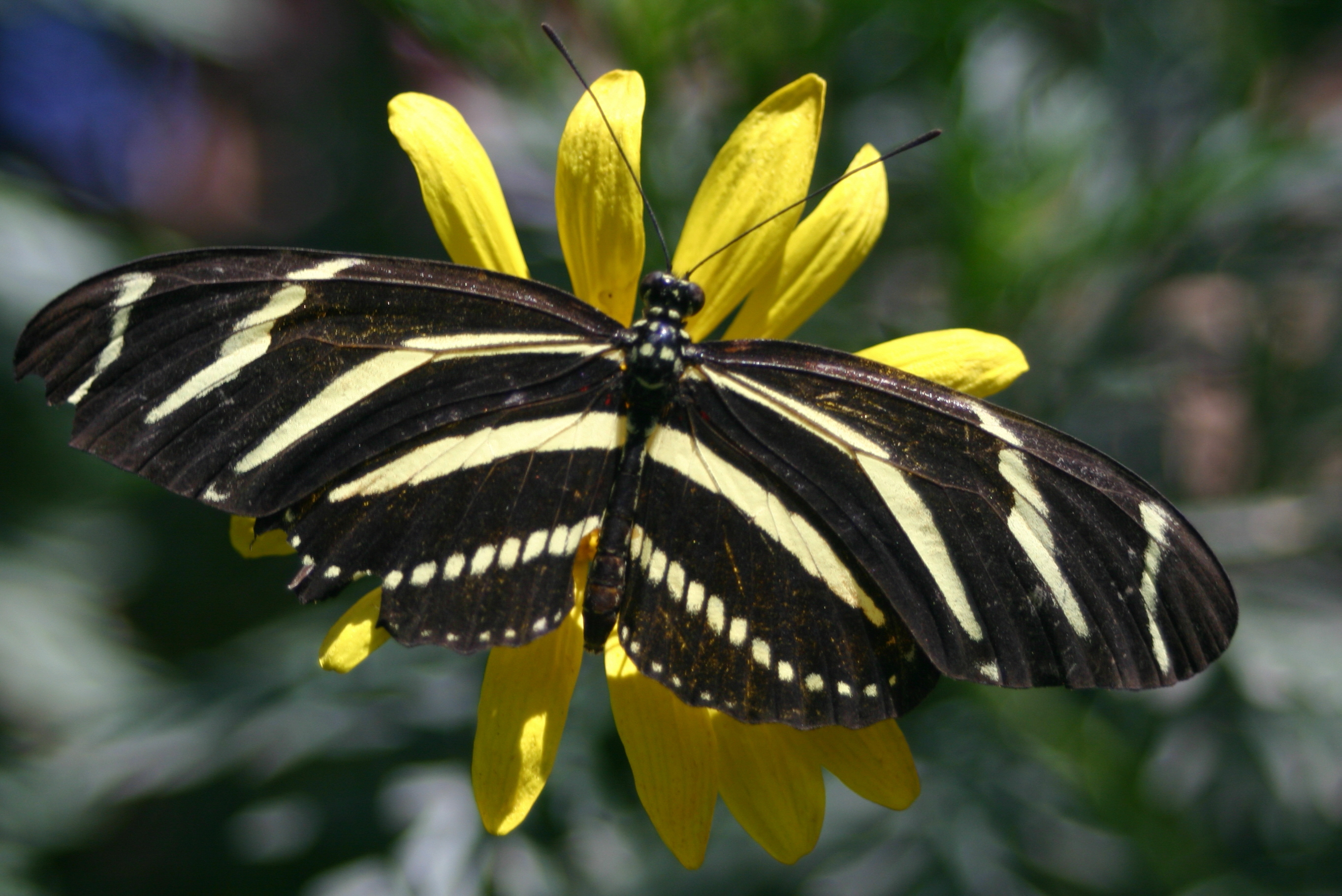
Heliconius charitonius Zebravlinder
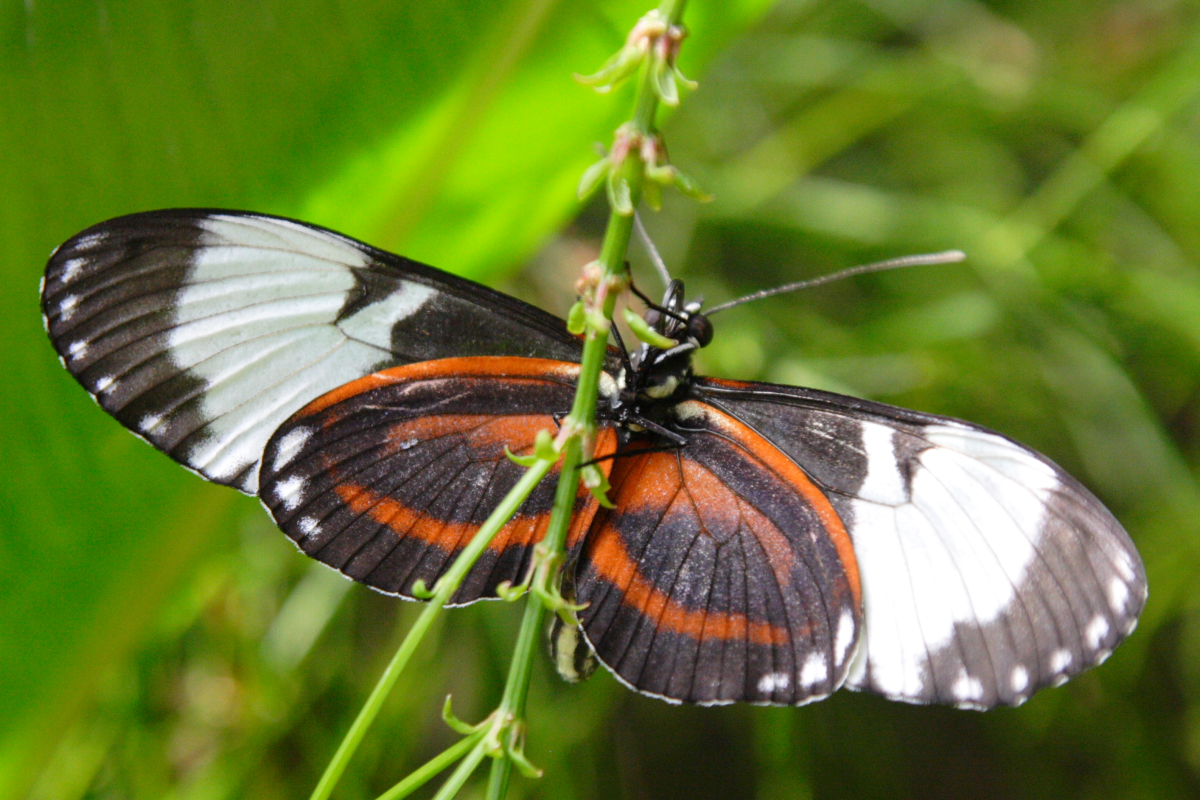
Heliconius cydno
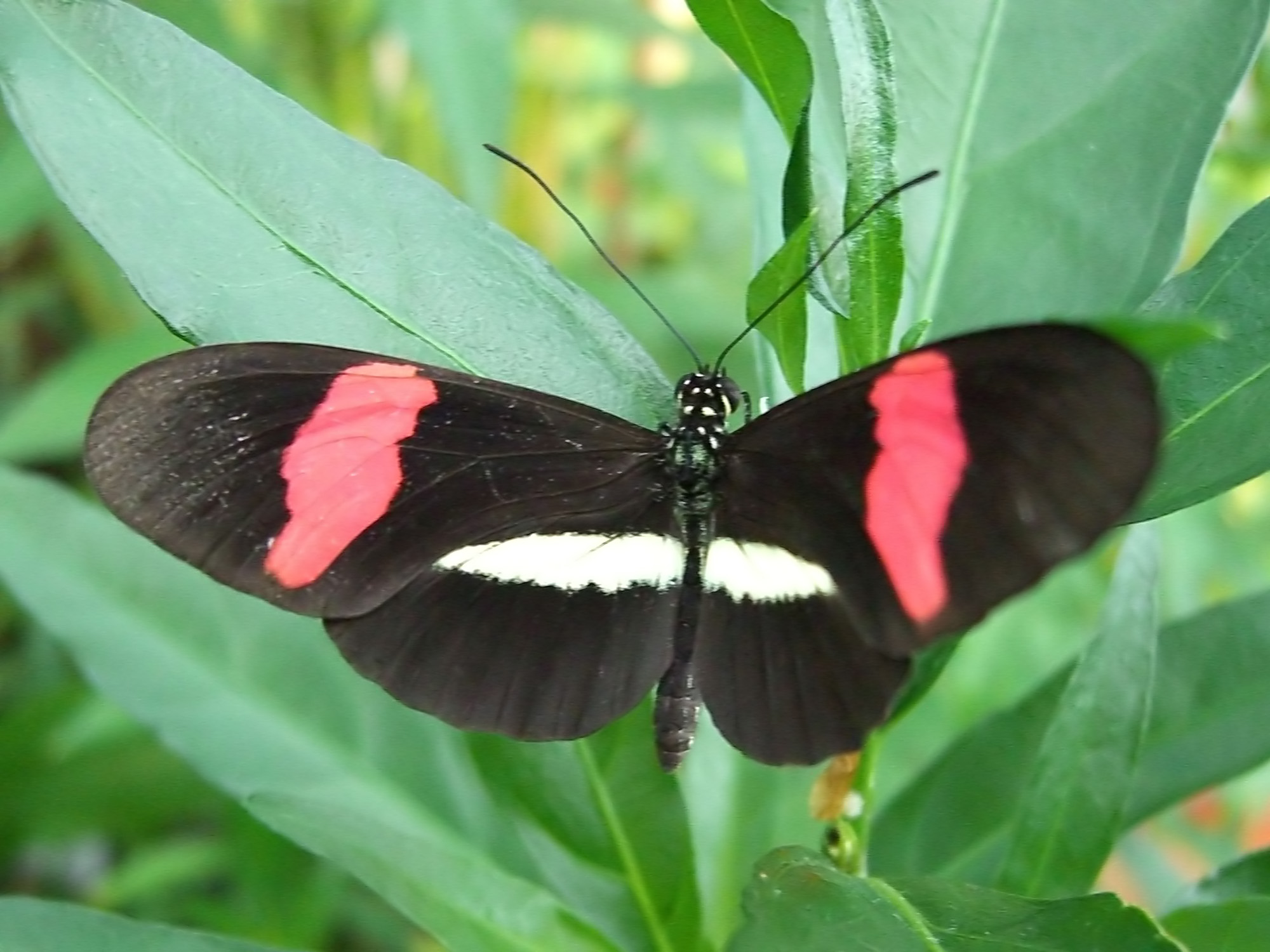
Heliconius erato
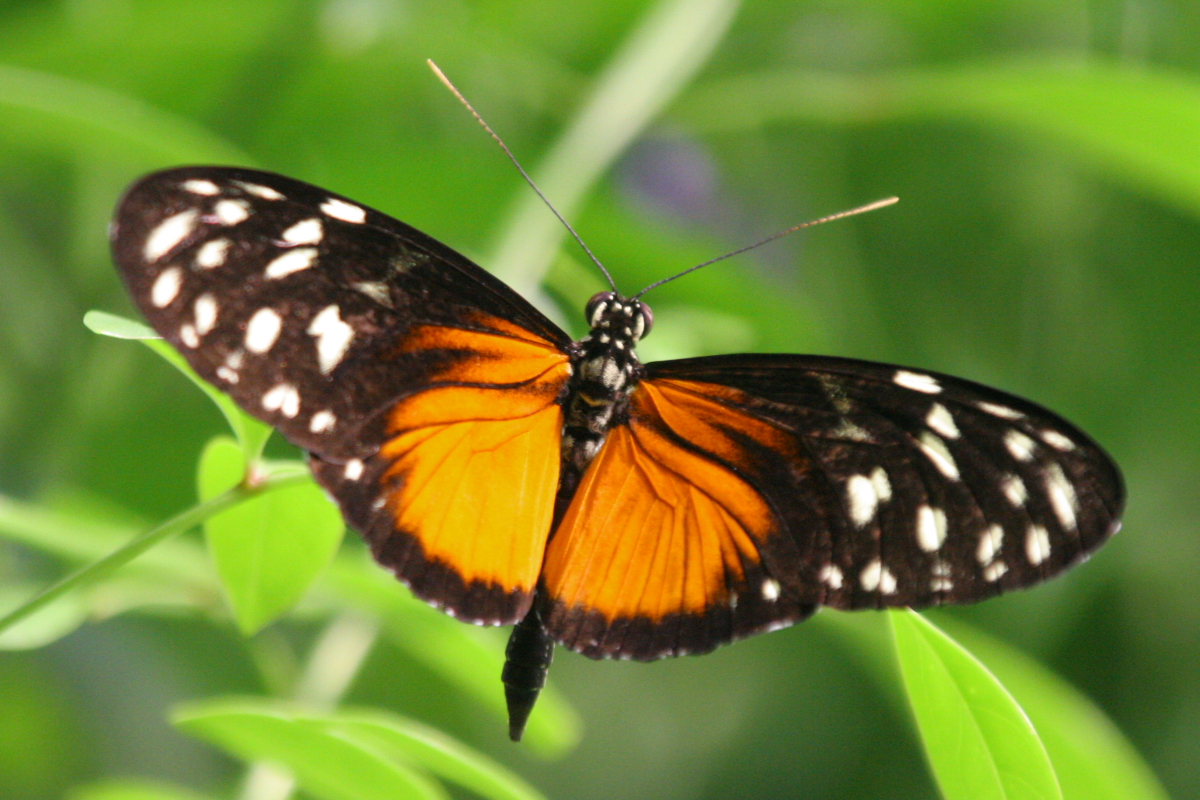
Heliconius hecale
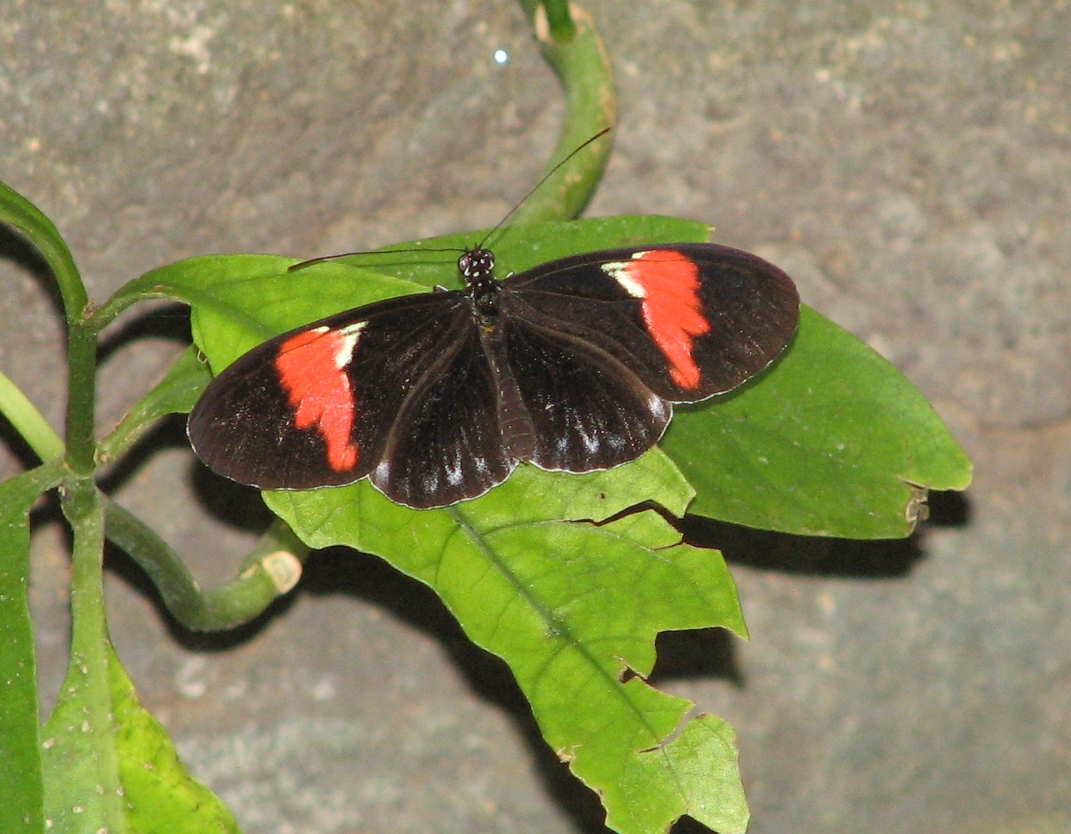
Heliconius melpomene
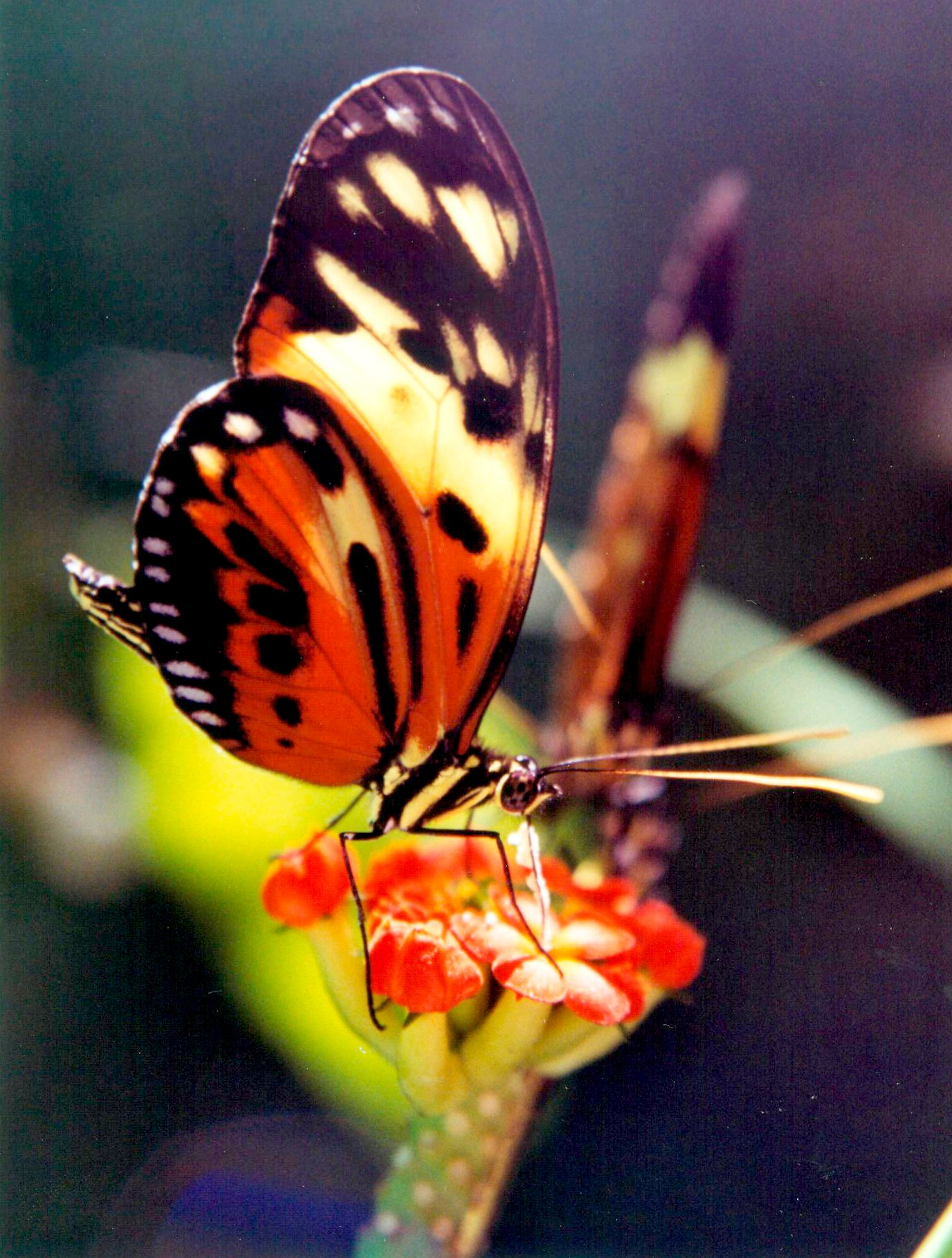
Heliconius numatus
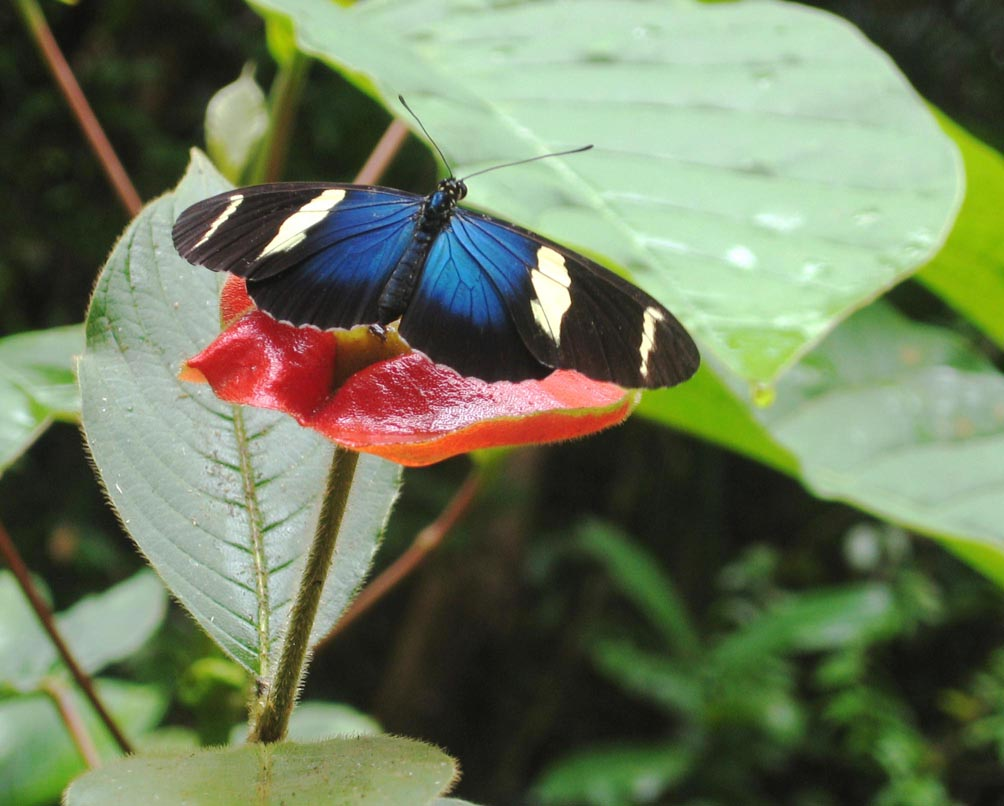
Heliconius sara

### AcraeiniBoisduval,1833
- Acraea Fabricius, 1807
  - = Gnesia Doubleday, 1848
  - = Hyalites Doubleday, 1848
  - = Pareba Doubleday, 1848
  - = Planema Doubleday, 1848
  - = Aphanopeltis Mabille, 1887
  - = Phanopeltis Mabille, 1887
  - = Solenites Mabille, 1887
  - = Miyana Fruhstorfer, 1914
  - = Bematistes Hemming, 1935
  - = Alacria Henning, 1992
  - = Aurora Henning, 1992
  - = Rubraea Henning, 1992
  - = Stephenia Henning, 1992
  - = Auracraea Henning, 1993
- Abananote Potts, 1943
- Actinote Hübner, 1819
  - = Calornis Billberg, 1820
- Altinote Potts, 1943
- Cethosia Fabricius, 1807
  - = Alazonia Hübner, 1819
  - = Eugramma Billberg, 1820
- Telchinia Hübner, 1819

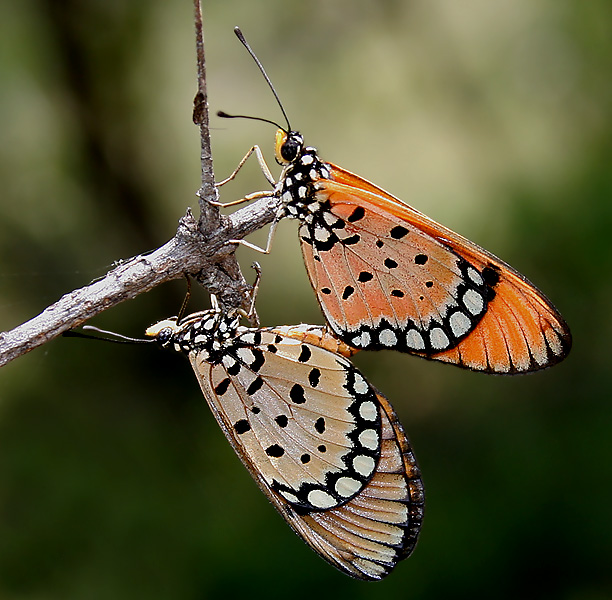
Acraea terpsicore
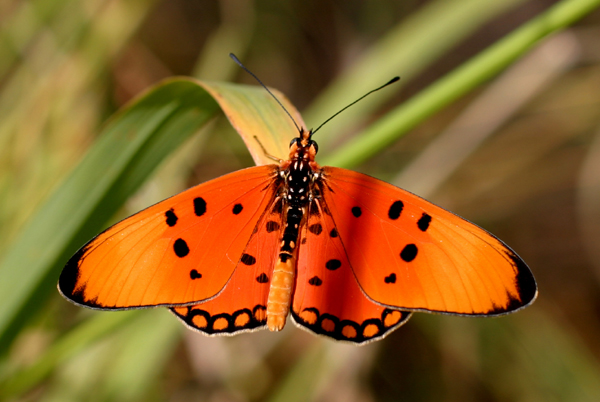
Acraea acrita
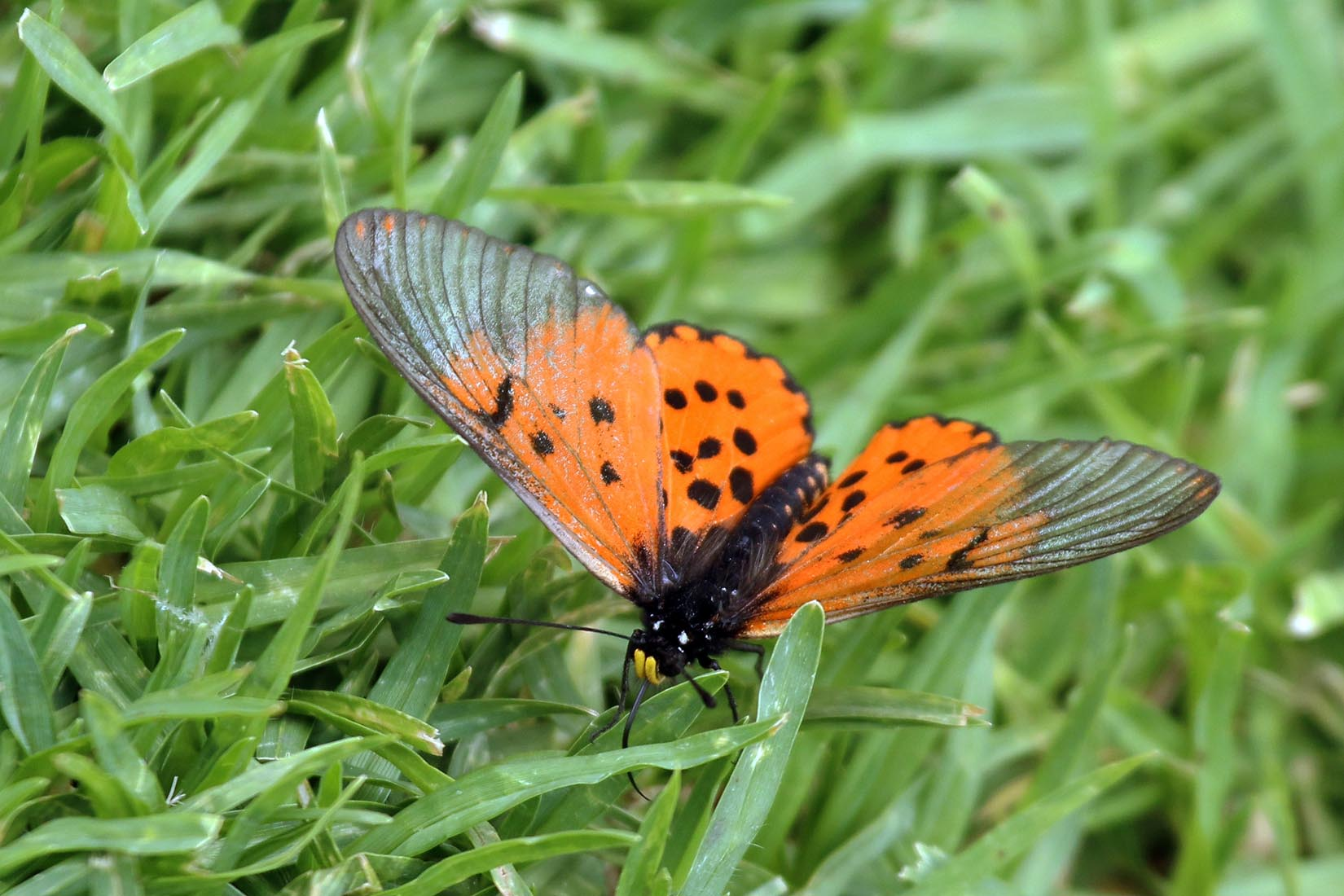
Acraea horta
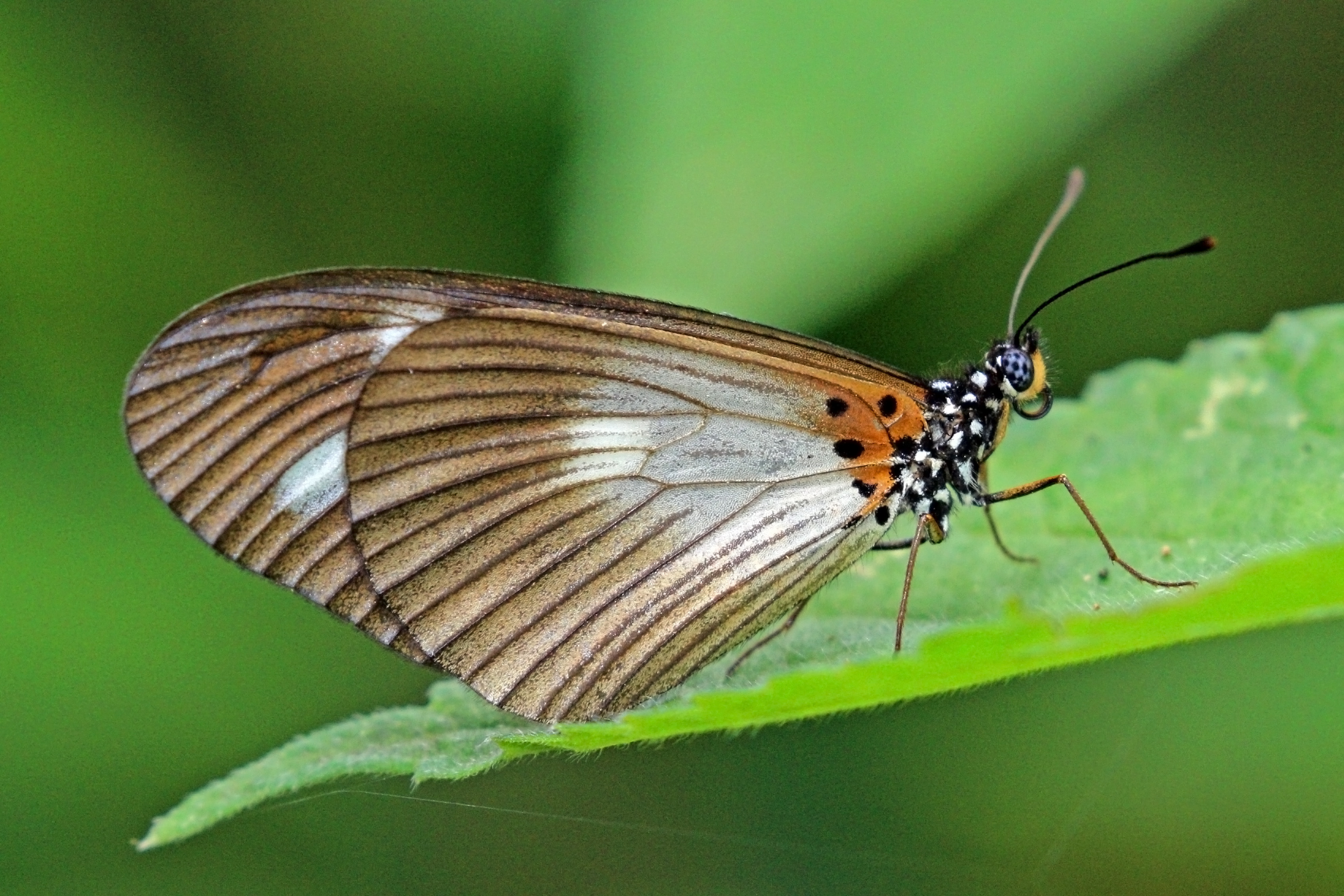
Telchinia lycoa
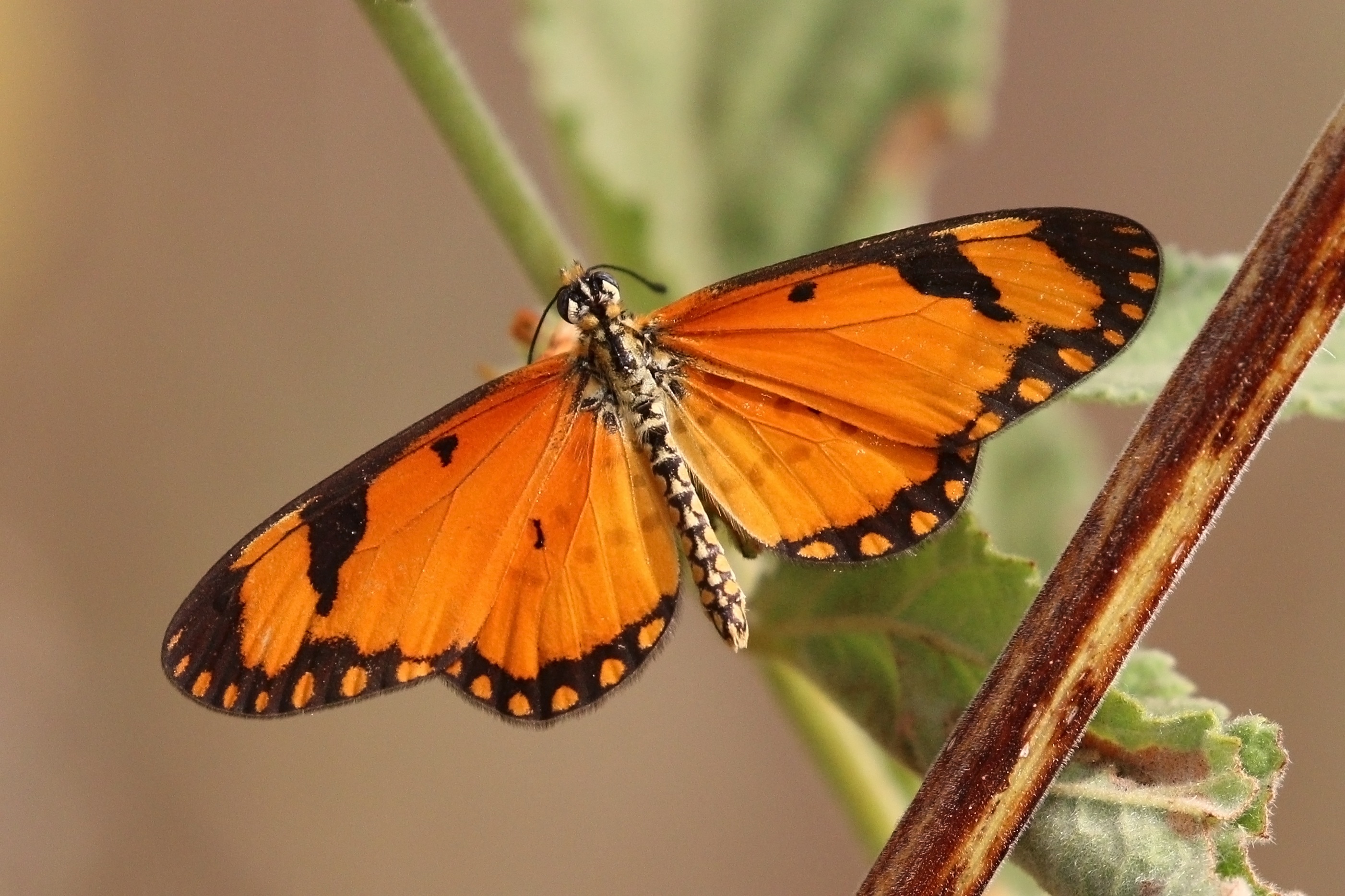
Telchinia serena
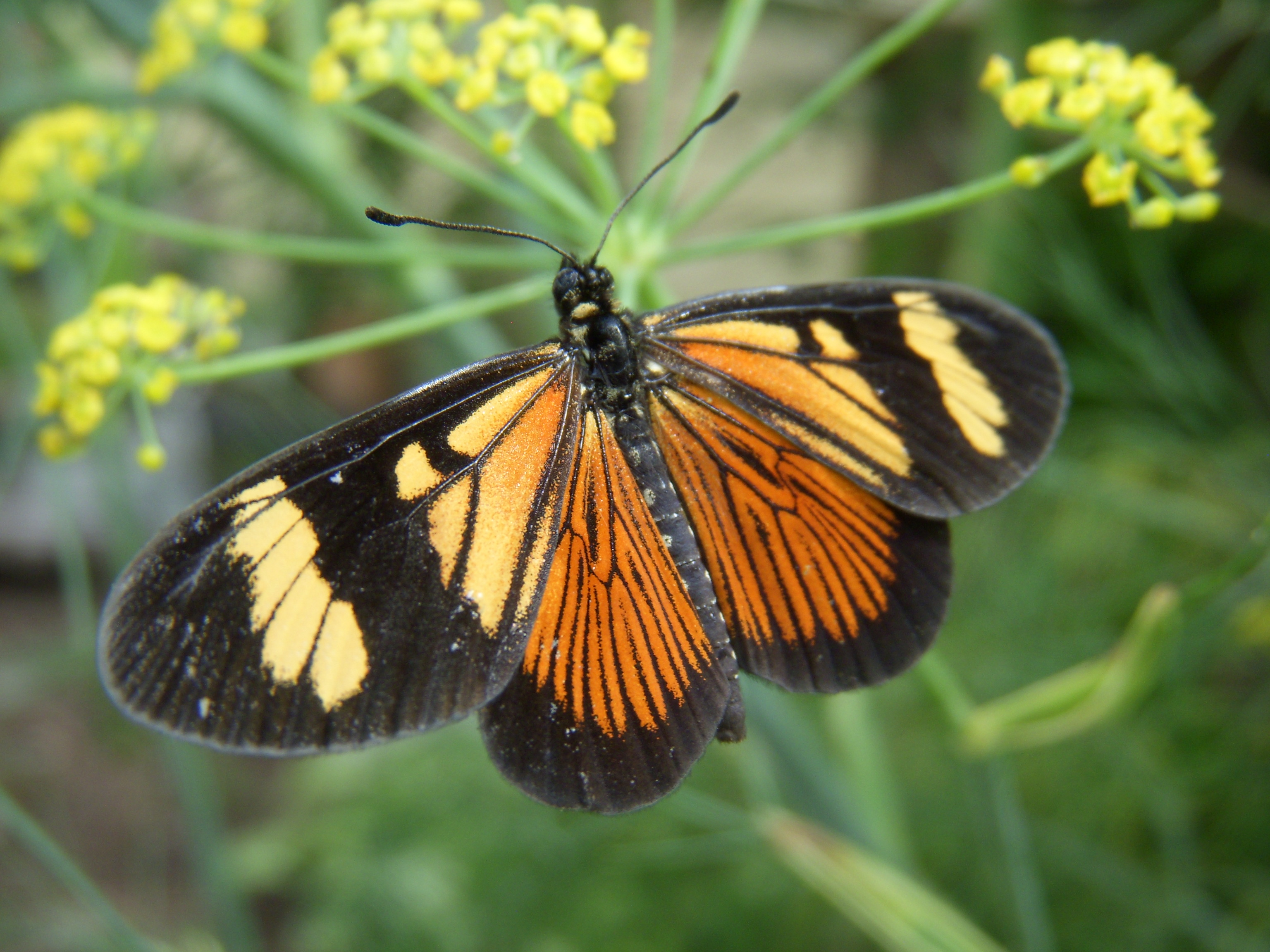
Actinote pellenea
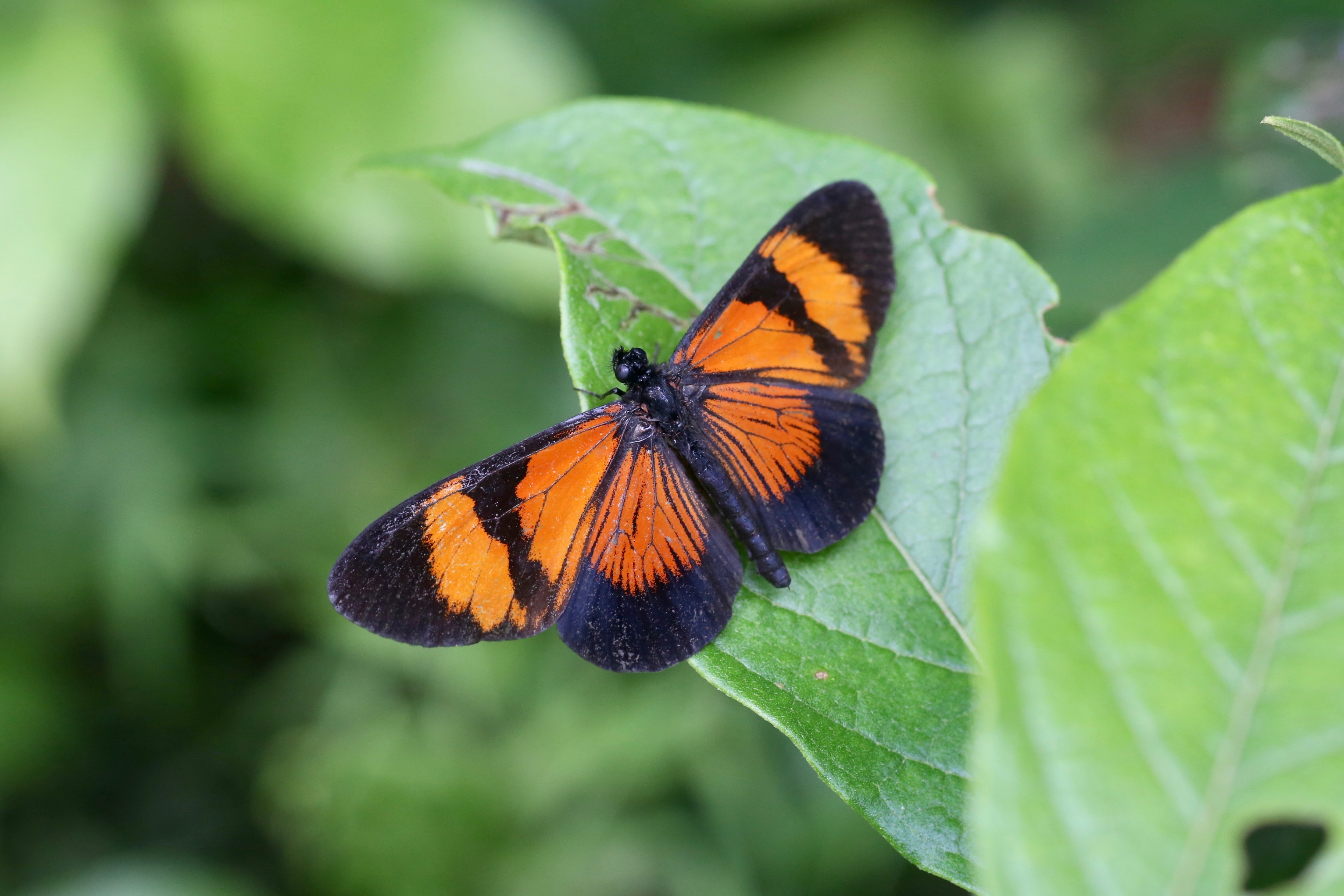
Actinote negra
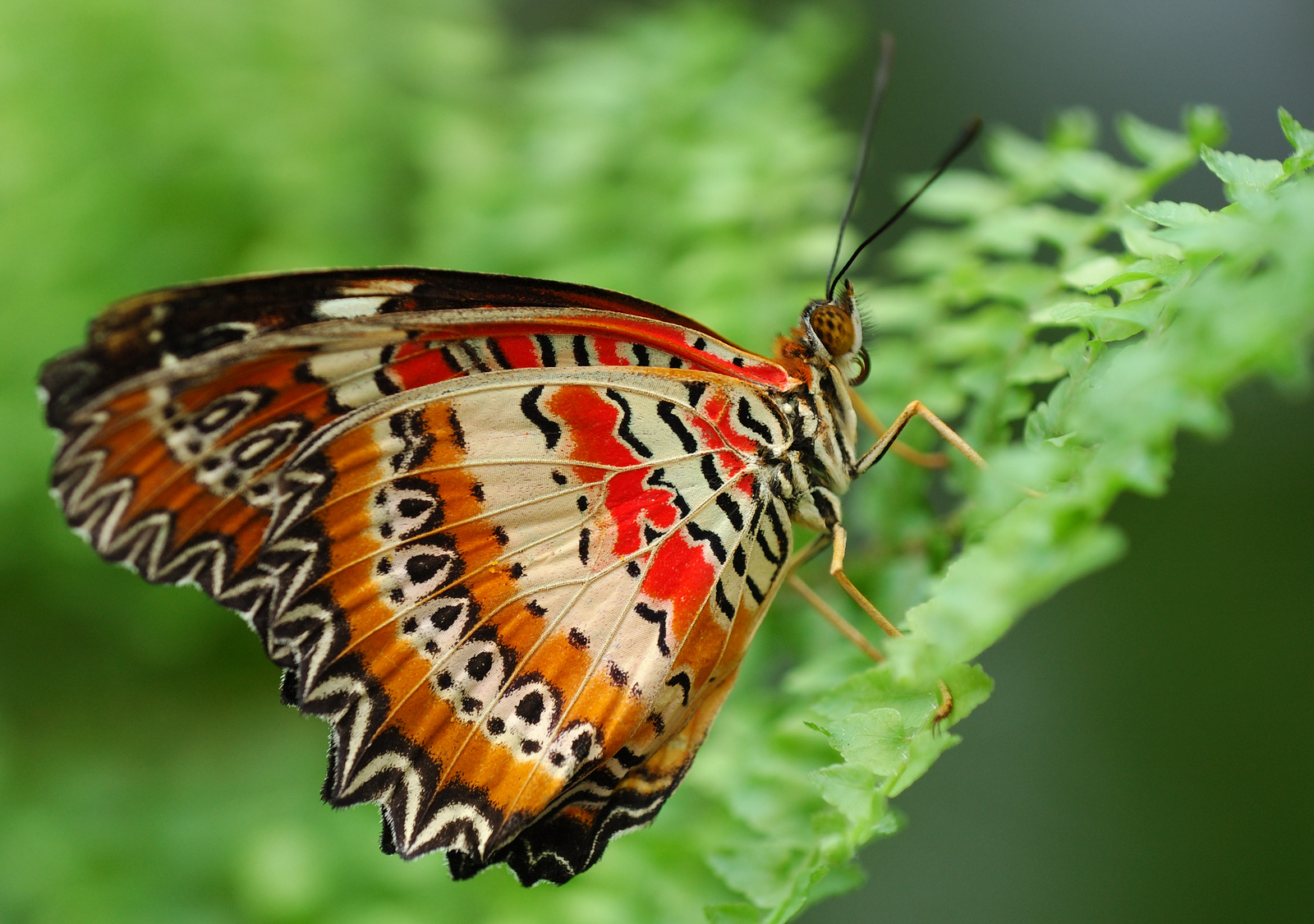
Cethosia cyane
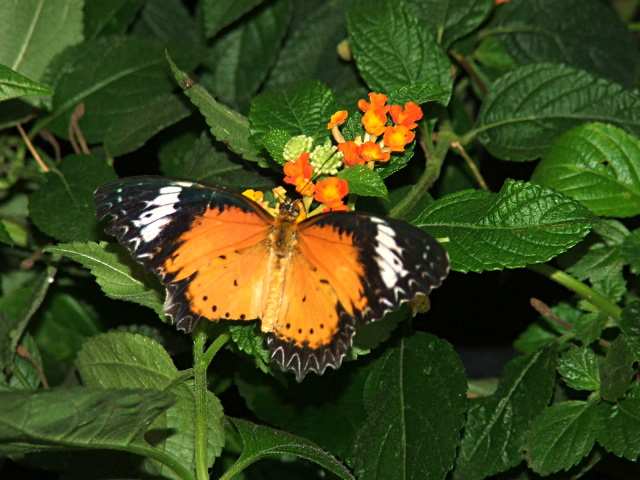
Cethosia hypsea

### ArgynniniSwainson,1833
- Argynnis Fabricius, 1807
  - = Dryas Hübner, 1806
  - = Nephargynnis Shirôzu, 1973
  - = Mesodryas Reuss, 1927
  - = Pandoriana Warren, 1942
  - = Childrena Hemming, 1943
  - = Eudryas Reuss, 1926 non Eudryas Boisduval, 1836 (Noctuidae)
  - = Argyreus Scopoli, 1777
  - = Acidalia Hübner, 1819
  - = Mimargyra Reuss, 1922
  - = Damora Nordmann, 1851
  - = Argyronome Hübner, 1819
  - = Eudaphne Reuss, 1922
  - = Speyeria Scudder, 1872
  - = Semnopsyche Scudder, 1875
  - = Mesoacidalia Reuss, 1926
  - = Proacidalia Reuss, 1926
  - = Fabriciana Reuss, 1920
  - = Prodryas Reuss, 1926
  - = Profabriciana Reuss, 1926
  - = Protodryas Reuss, 1928
- Boloria Moore, 1900
  - = Smoljana Slivov, 1995
  - = Proclossiana Reuss, 1926
  - = Clossiana Reuss, 1920
- Brenthis Hübner, 1819
  - = Neobrenthis Kocak, 1980
- Euptoieta Doubleday, 1848
- Issoria Hübner, 1819
  - = Rathora Moore, 1900
  - = Pseudorathora Reuss, 1926
  - = Prokuekenthaliella Reuss, 1927
  - = Kuekenthaliella Reuss, 1921
- Yramea Reuss, 1920
  - = Chilargynnis Bryk, 1944

- Argynnis adippe
Bosrandparelmoervlinder
- Argynnis aglaja
Grote parelmoervlinder
- Argynnis laodice
Tsarenmantel
- Argynnis niobe
Duinparelmoervlinder
- Argynnis pandora
Kardinaalsmantel
- Argynnis paphia
Keizersmantel
- Boloria aquilonaris
Veenbesparelmoervlinder
- Boloria chariclea
Arctische parelmoervlinder
- Boloria dia
Paarse parelmoervlinder
- Boloria eunomia
Ringoogparelmoervlinder
- Boloria euphrosyne
Zilvervlek
- Boloria selene
Zilveren maan
- Boloria titania
Titania's parelmoervlinder
- Brenthis daphne
Braamparelmoervlinder
- Brenthis ino
Purperstreepparelmoervlinder
- Issoria lathonia
Kleine parelmoervlinder

### VagrantiniPinratana & Eliot,1996
- Vagrans Hemming, 1934
- Algia Herrich-Schäffer, 1864
  - = Paduca Moore, 1886
  - = Ducapa Moore, 1900
- Algiachroa Parsons, 1989
- Cirrochroa Doubleday, 1847
- Cupha Billberg, 1820
  - = Messaras Doubleday, 1848
- Lachnoptera Doubleday, 1847
- Phalanta Horsfield, 1829
  - = Atella Doubleday, 1847
  - = Albericia Dufrane, 1945
- Smerina Hewitson, 1874
- Terinos Boisduval, 1836
- Vindula Hemming, 1934

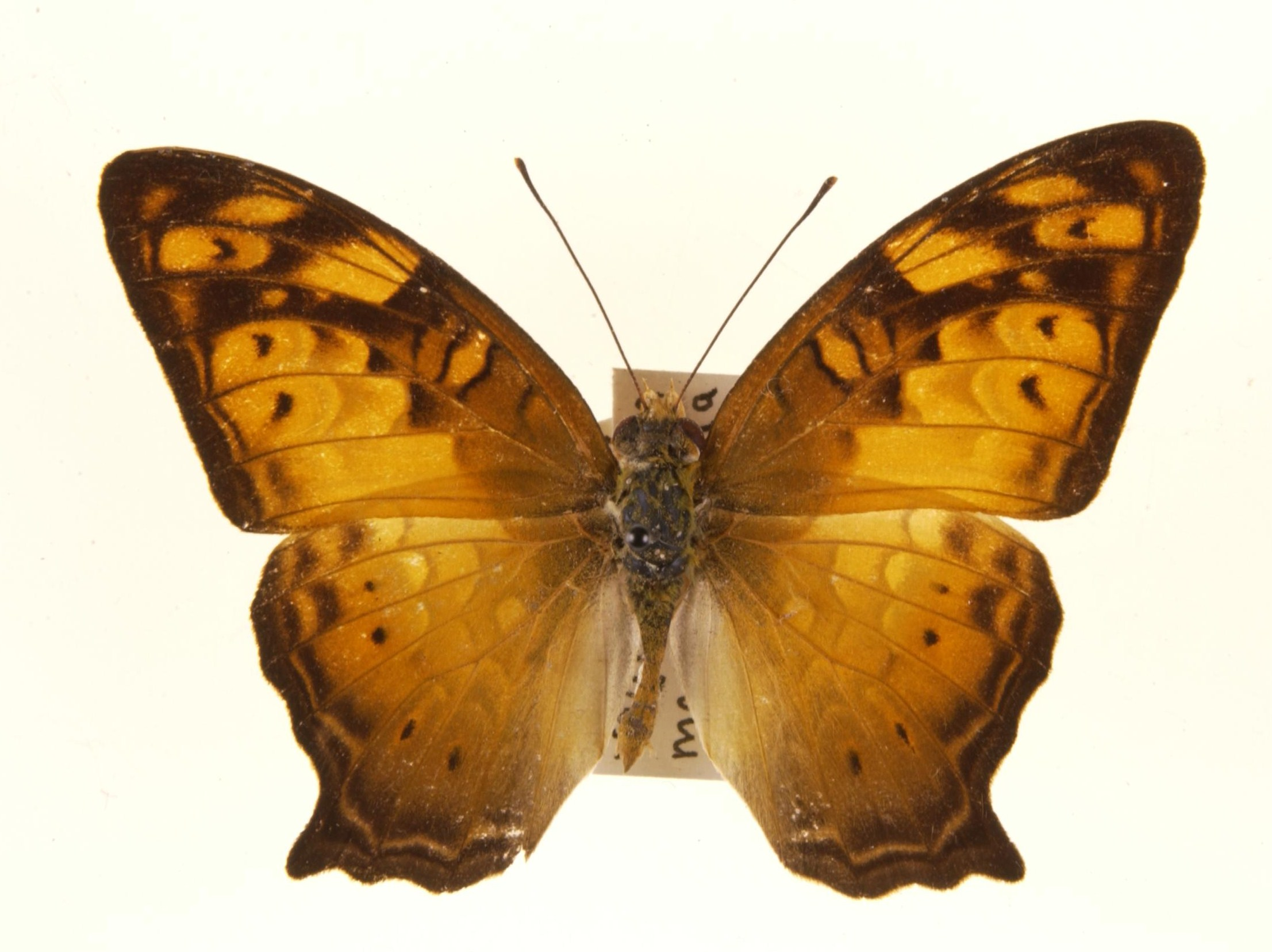
Vagrans egista
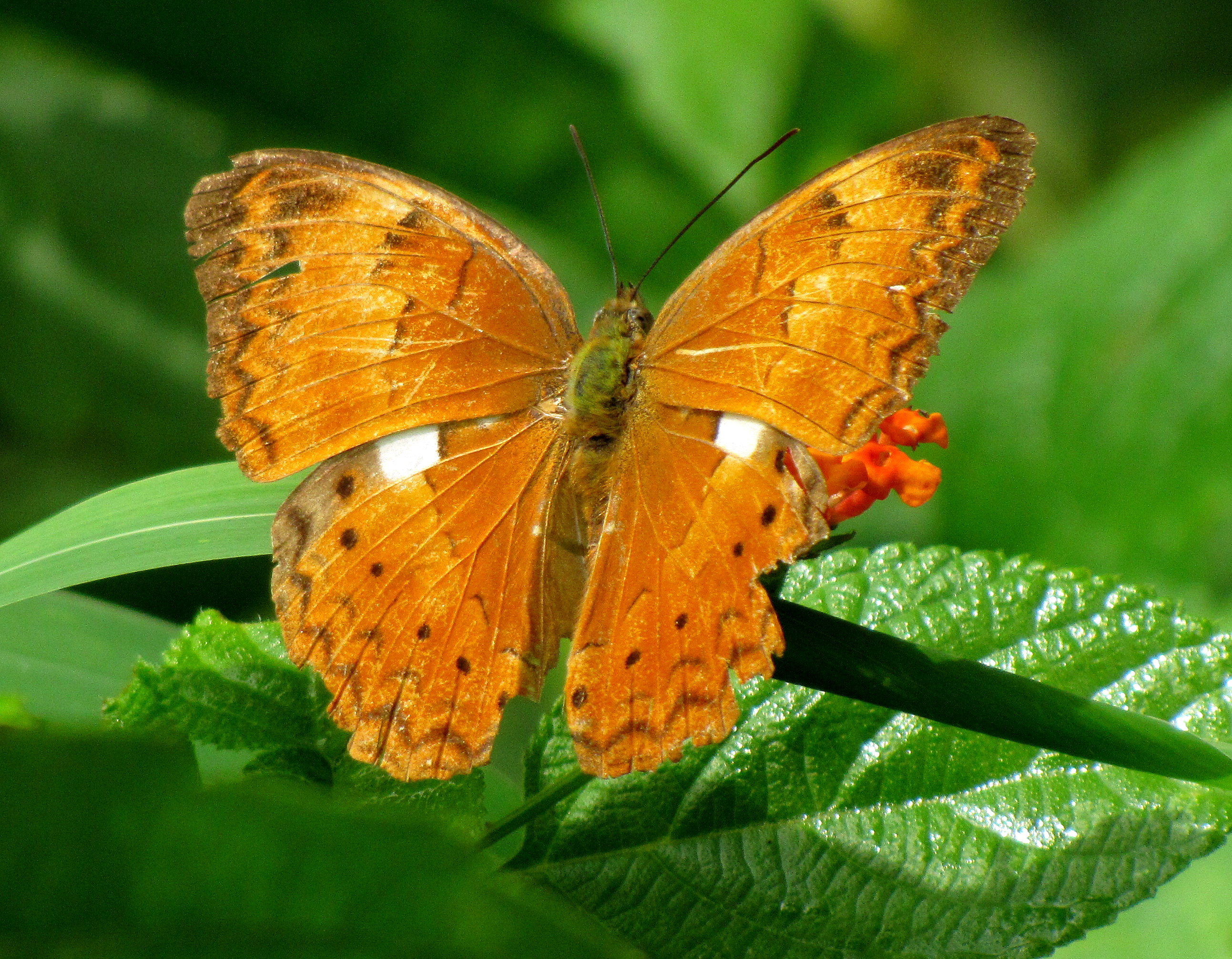
Cirrochroa thais
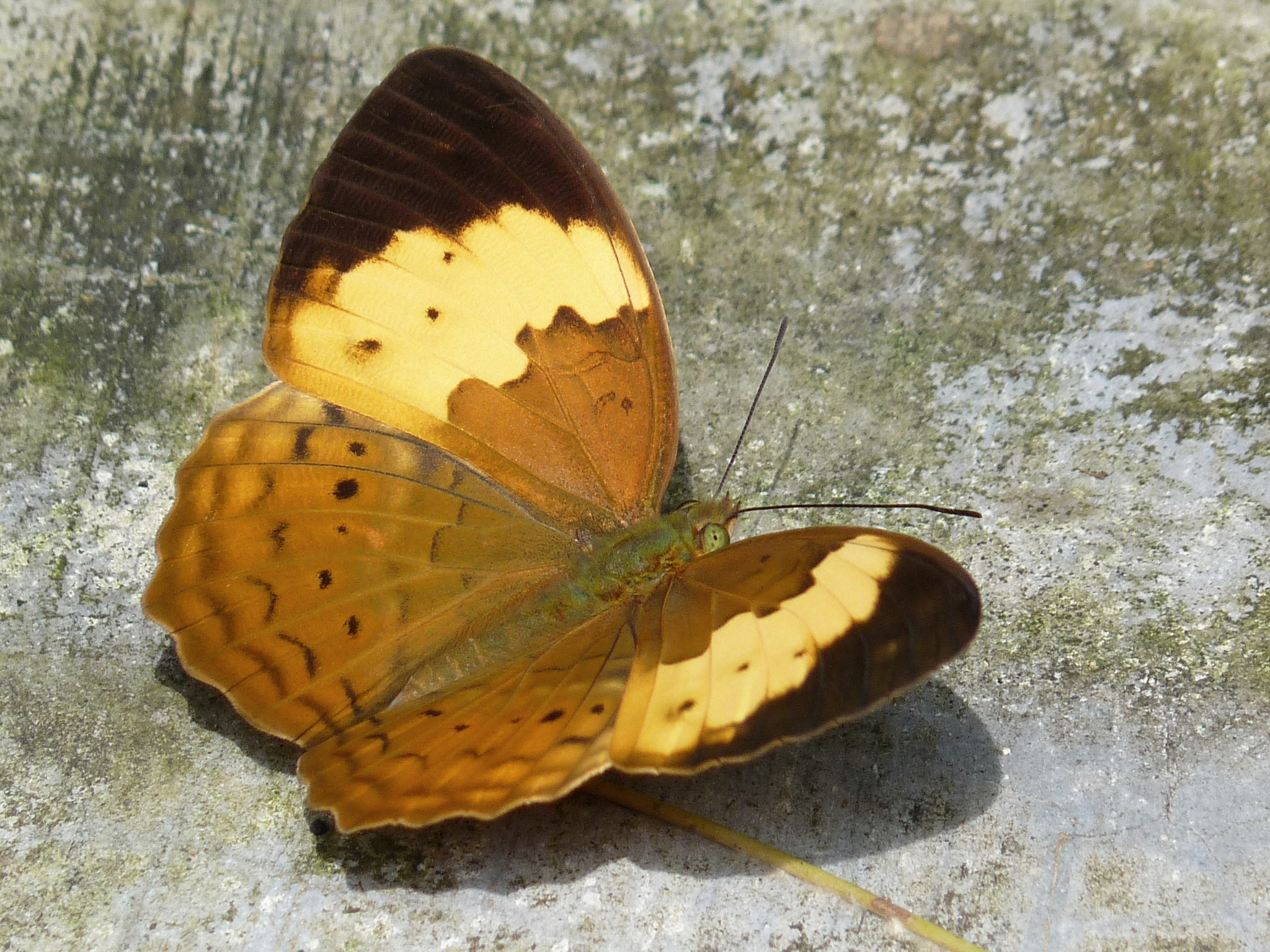
Cupha erymanthis
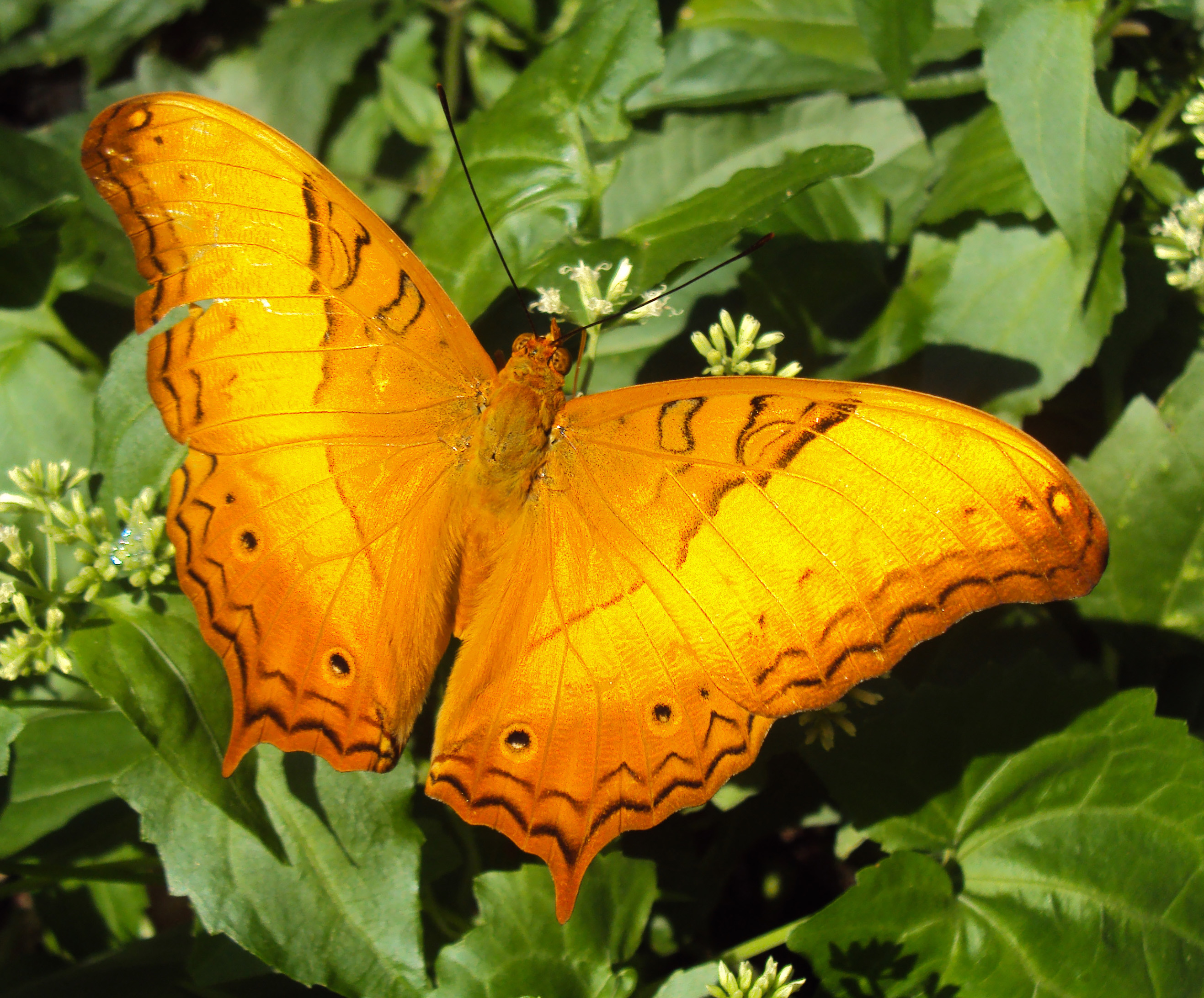
Vindula erota